# Chronologie de la Californie
Cet article présente la chronologie des faits marquants de l'histoire de la Californie, un des 50 États des États-Unis.

## Préhistoire
- Depuis au moins 13 000 ans, la Californie est habitée par l'Homme. Les restes de l'Arlington Springs Man datent de cette époque.

## Exploration par les Européens

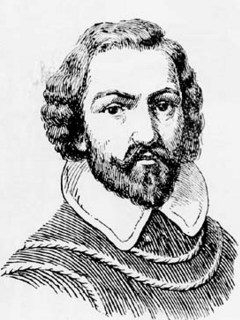
Juan Rodríguez Cabrillo.

- 1542 : Le Portugais João Rodrigues Cabrilho découvre et explore la Alta California, qui correspond à l'État actuel. Il atteint la baie de San Diego le 28 septembre 1542.
- 1543 : Mort de Cabrilho. Bartolomé Ferrelo prend le commandement de l'expédition. Il atteint la Californie du Nord et peut-être même l'Oregon.
- 1579 : Francis Drake atteint la côte californienne. Il revendique la région sous le nom de Nova Albion en l’honneur de la reine Élisabeth Ire.
- 1602 : Sebastián Vizcaíno cartographie toute la côte jusqu’à la baie de Monterey.
- 1610 : Première expédition de Tomas Cardova.
- 1632 : Expédition de Francisco Ortega.
- 1636 : Seconde expédition de Tomas Cardova.
- 1642 : Expédition de Luis Cestin de Canas.
- 1644 : Expédition de Porter y Casanate.
- 1667 : Expédition de Bernal de Pinadero.
- 1683 : Expédition d’Ysidro Otondo.

## Domination espagnole
- 1765 : Charles III d'Espagne donne l'ordre de coloniser la Californie.
- 1768-1769 : Expédition de Gaspar de Portolà. 
  - 29 juin : arrivée à San Diego et établissement du Presidio de San Diego.
  - 16 juillet : la Mission San Diego de Alcalá est consacrée.
  - 2 août : arrivée à Los Angeles.
  - 19 août : arrivée à Santa Barbara.
  - 31 octobre : découverte de la Baie de San Francisco.
- 1770 : Retour de l'expédition à San Diego. Junípero Serra fonde la Mission San Carlos Borromeo. Création du Presidio de Monterey.
- 1776 : 
  - 17 septembre : fondation du Presidio de San Francisco.
  - 9 octobre : fondation de la Mission San Francisco de Asís.
- 1777 : Création du pueblo de San José.
- 1778 : James Cook dresse la carte de la côte de la Californie.
- 1781 : Révolte des Yuma à San Diego contre les colons espagnols. Fondation de El Pueblo de Nuestra Señora la Reina de los Angeles del Río de Porciúncula, l'actuelle Los Angeles.
- 1782 : Création du Presidio de Santa Barbara.
- 1786 : Le Français Jean-François de La Pérouse dirige une expédition scientifique ordonnée par Louis XVI de France.
- 1794 : La Californie compte neuf missions.
- 1797 : Fondation de Villa de Branciforte (actuelle Santa Cruz).
- 1819 : La signature du Traité de Adams-Onís fait du 42e parallèle la frontière nord de la Californie.
- 1821 : La Californie compte vingt missions.

## De l'État mexicain à l'État américain
- 1821 : La Californie devient un Territoire mexicain. Elle est peuplée de 3 200 colons.
- 1832 : Les Missions sont dissoutes.
- 1836 : Établissement par Mariano Guadalupe Vallejo du Presidio de Sonoma.
- 1846 :
  - 15 juin : Révolte du « Bear Flag » et création de la république de Californie à Sonoma par des colons américains, à la suite de la déclaration de la guerre américano-mexicaine.
  - 23 juin : John Charles Frémont arrive avec ses troupes à Sonoma et prend le commandement des deux forces.
  - 7 juillet : John Drake Sloat ordonne à ses forces navales d’occuper Yerba Buena (San Francisco).
  - 15 juillet : Robert Field Stockton prend le commandement de la flotte.
  - 13 août : Les forces de Stockton arrivent à Los Angeles sans résistance apparente de la part des Californios.
  - 7 octobre au 9 octobre : Bataille de Dominguez Rancho au Rancho San Pedro entre les Californios et les Américains.
  - 6 décembre : La Bataille de San Pasqual[1] a lieu près de San Diego.
- 1847 :
  - 8 janvier : Bataille du Rio San Gabriel.
  - 9 janvier : Bataille de La Mesa. Elle voit la fin de la résistance des Californios envers les forces des États-Unis.
  - 13 janvier : La signature du Traité de Cahuenga met fin aux hostilités.
- 1848 :
  - 24 janvier : James W. Marshall découvre de l'or à Sutter's Mill. Début de la ruée vers l'or en Californie.
  - 2 février (signature) → 19 mai (ratification par le Mexique) : avec le traité de Guadalupe Hidalgo, l'intégralité du territoire californien entre dans l'Union américaine.
- 1849 :
  - Novembre : Signature de la Constitution de la Californie.
  - Décembre : Sous l'effet de la ruée vers l'or, San Francisco, qui ne comptait que 1 000 habitants en janvier 1848, atteint 25 000 habitants.

## État américain
- 1850 :
  - 9 septembre : La Californie devient un État des États-Unis grâce au compromis de 1850.
- 1854 : Sacramento devient la capitale de l'État.
- 1868 : Le traité de Burlingame restreint l’immigration chinoise[2].
- 1869 : Arrivée du premier chemin de fer transcontinental à Sacramento.
- 1872 : Tremblement de terre de Lone Pine.
- 1879 (7 mai) : Ratification de la constitution actuelle.
- 1882 : Chinese Exclusion Act.
- 1889 : Le Great Fire of 1889 a lieu durant la dernière semaine de septembre. Il brûle environ 3 200 km2 des comtés de San Diego et d'Orange. C'est le plus important incendie constaté dans l'État.

### XXesiècle
- 1906 : Un tremblement de terre a lieu à San Francisco et détruit plus de 80 % de la ville.
- 1911 :
  -  10 octobre : La Californie devient le sixième état à donner le droit de vote aux femmes (neuf ans avant le XIXe amendement de la Constitution des États-Unis), à la suite du vote de la Proposition 4 de 1911 (ou Senate Constitutional Amendment No. 8)[3]. La Proposition 8 introduit la possibilité de procéder à une recall election, (une procédure de démission forcée d'une personne soumise à un poste éligible avant l'expiration de son mandat), des élus de l'état, rendue possible par la Proposition 7 qui autorise la loi d'initiative populaire.
- 1913 : Signature de l'Alien Land Act. Le premier aqueduc de Los Angeles est achevé.
- 1933 :
  - 10 mars : Un séisme de magnitude 6,4, dont l'épicentre se situe au sud-est de Long Beach, touche la Californie du Sud et cause 120 décès[4]. C'est à la suite de ce séisme qu'est voté le Field Act, l'une des premières lois aux États-Unis concernant la construction de bâtiments résistant aux séismes.
- 1938 : De février à mars, une grande inondation touche les comtés de Los Angeles, Orange et Riverside dans le sud de la Californie ; entre 113[5] et 115 personnes sont tuées ; 40 millions de dollars de dégâts sont causés[6].
- 1941 → 1946 - Internement des Japonais-américains : l'attaque de Pearl Harbour le 7 décembre 1941 renforce le sentiment antijaponais dans la population et des dispositions sont prises, dans l'état comme dans l'union. Le 2 janvier 1941, le Joint Immigration Committee de la Législature affirme dans un manifeste que « les Japonais ethniques sont totalement inassimilables » et loyaux à l'empereur[7]. Le décret présidentiel 9066, signé par Roosevelt le 2 février 1942, ordonne leur internement. Plus de 110 000 personnes sont internées dans le pays ; parmi les principaux camps figurent celui de Manzanar, et le Tule Lake War Relocation Center, situés en Californie.
- 1953 : Achèvement de la 110 Freeway, la première autoroute de l'Ouest américain, à Los Angeles.
- 1955 : Ouverture de Disneyland à Anaheim.
- 1960 : Adoption du Master Plan for Higher Education.
- 1965 : (Du 11 au 16 août) : Début des émeutes de Watts à Los Angeles.
- 1968
  - 5 juin : Assassinat de Robert F. Kennedy à Los Angeles.
- 1967 : Summer of Love à San Francisco.
- 1970 : (26 septembre) : Le Laguna Fire détruit les communautés d'Harbison Canyon et Crest, dans le comté de San Diego; 710 km2 de terres et 382 maisons. Il cause la mort de huit personnes.
- 1978 :
  -  6 juin : après avoir été votée, l'Initiative populaire de limitation de la taxation sur la propriété (Proposition 13), qui limite les impôts fonciers que l'État peut prélever, entre dans la constitution (amendement de l'article 13)[8].
- 1989 : (17 octobre) : Tremblement de terre de Loma Prieta.
- 1992 : (du 29 avril au 4 mai) : Émeutes de 1992 à Los Angeles.
- 1995 :
  -  1er janvier : Interdiction de fumer dans la plupart des lieux publics et de travail.
- 1998 :
  -  1er janvier : Extension de la loi sur l'interdiction de fumer aux bars et casinos.
  -  2 juin : 60,9 % des votants acceptent la Proposition 227 qui prescrit l’usage obligatoire de l’anglais comme langue unique dans les écoles publiques de la Californie.
  - 4 septembre : Fondation de Google à Menlo Park par Larry Page et Sergey Brin.
- 1999 :
  -  4 janvier : Le démocrate Gray Davis devient gouverneur (avec 57,9 % des voix, contre 38,4 % pour le républicain Dan Lungren).

### XXIesiècle

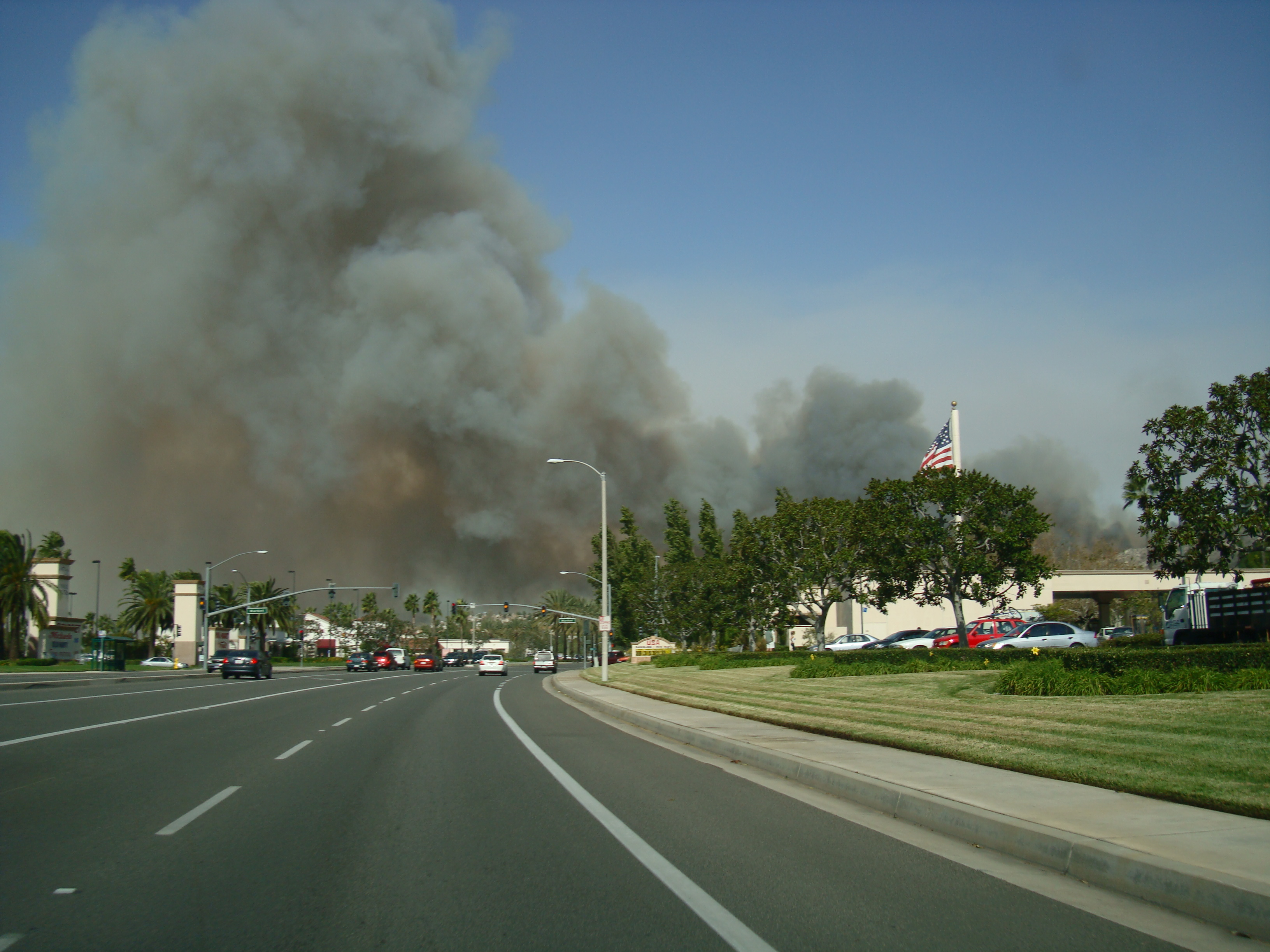
Les incendies d'octobre 2007.

- 2000 : Début de la crise du marché de l'électricité.
- 2001 :
  - 16 janvier : le soir, alors qu'une réunion a lieu au capitole de Californie, Michael Bowers, conducteur de camion semi-remorque connu des services de police, encastre son véhicule dans le portique sud du bâtiment ; l'explosion du réservoir le tue. 15 millions de dollars de dégâts.
  - 17 janvier : Gray Davis déclare l'état d'urgence en raison de la crise.
- 2002 :
  - 13 juillet → 5 septembre : le Sour Biscuit Fire en Oregon et dans le nord de l'état détruit 2 022 km2 avant d'être contenu.
- 2003 : 
  - Du 25 octobre à la fin octobre : le Old Fire cause la mort de six individus, détruit 369,4 km2 du territoire et 993 maisons. Il menace San Bernardino et plusieurs autres communautés, 80 000 personnes évacuent leurs maisons.
  - Novembre : L'état d'urgence est levé. Une Recall election a lieu, remportée par Arnold Schwarzenegger.
    -  17 novembre : Arnold Schwarzenegger commence son premier mandat de gouverneur (48,6 % des voix).
- 2004 :
  - 5 juin : mort de l'ancien président des États-Unis Ronald Reagan à Bel Air.
- 2005 :
  - 26 janvier : collision entre deux trains de Metrolink à Los Angeles : 11 mort et plus de 100 blessés.
  - Juin : plusieurs séismes dans l'état.
- 2006 : 
  - 10 janvier : Arnold Schwarzenegger propose un budget de 125,6 milliards de dollars accroissant les dépenses sans augmenter les impôts[9].
  - 30 août : Arnold Schwarzenegger signe un accord avec le Parlement de Californie pour diminuer la production de gaz à effet de serre.
  - Du 26 au 30 octobre, un incendie criminel, le Esperanza Fire, coûte la vie à cinq pompiers, détruit environ 158 km2 de chaparral dans le comté de Riverside, ainsi que 34 maisons et 20 autres bâtiments.
- 2007 :
  - Du 12 au 18 janvier : Une vague de froid traverse la Californie. Le Gouverneur déclare l'état d'urgence dans plusieurs régions du fait des dégâts que le froid occasionne sur les cultures, surtout celles d'agrumes. Une répercussion importante sur les prix de ces produits est prévue[10]. Des records de température ont lieu dans le comté d'Orange, avec -−3,89 °C à Yorba Linda. Pour la première fois depuis les années 1980, Downtown Los Angeles descend sous les 3 degrés Celsius.
  - Du 20 octobre au 9 novembre : Des incendies importants touchent le Sud de l'État.
  - 5 novembre : début de la Grève de la Writers Guild of America (2007-2008) ; importantes manifestations à Los Angeles.
  - 24 novembre : Incendie à Malibu.
- 2008 :
  - 12 février : fin de la grève de la Writers Guild of America (2007-2008).
  - Été : de nombreux incendies (environ 1 700 foyers) ravagent de larges portions de forêt et de chaparral. Plusieurs ont commencé le 8 juin, mais la majorité d'entre eux a été causée par des orages aux alentours du 20 juin.
  - 12 septembre : Collision de train dans le quartier de Chatsworth, à Los Angeles : 25 morts, 135 blessés.
  - Novembre : incendies de Montecito Tea (13 novembre, sur 8 km2, 210 maisons détruites à Montecito et Santa Barbara, causé par un groupe d'étudiants), de Sayre (14 novembre, sur 45 km2, plus de 484 structures détruites à Sylmar, Los Angeles), de Triangle (ou Freeway) Complex (15 novembre, près de Corona, 40 000 personnes évacuées, plus de 200 édifices détruits et endommagés).
- 2010 :
  - Au total, l'épidémie de Grippe A (H1N1) de 2009-2010 cause 657 morts dans l'état.
  -  4 août : l'interdiction du mariage homosexuel (Proposition 8) est jugée contraire à la Constitution et est révoquée par le juge Vaughn R. Walker de la Cour de justice fédérale de San Francisco ; cependant les procédures juridiques ne sont pas terminées et un appel des opposants a eu lieu[11] le 16 août qui a gelé la célébration de ces mariages jusqu'à la fin de l'abrogation de la Proposition[12].
  - 25 août : à l'initiative du démocrate Bob Blumenfield de l'Assemblée de l'état, une loi est votée qui impose aux candidats à la construction de la future LGV Los Angeles-San Francisco d'expliquer leur rôle dans la déportation des juifs durant la Seconde Guerre mondiale ; la SNCF propose l'accès à ses archives[13].
  - 10 septembre : une explosion a lieu près de l'aéroport international de San Francisco, qui cause au moins un décès et ravage une cinquantaine de maisons[14].

- Incendies de 2015
- Incendies de 2018 (plusieurs)
- Creek Fire (2020)
- El Dorado Fire (2020)
- Incendies de 2025 à Los Angeles